# Hapsidophrys lineatus
Espèce
Statut de conservation UICN

LC : Préoccupation mineure
Hapsidophrys lineatus est une espèce de serpents de la famille des Colubridae,.

## Répartition
Cette espèce se rencontre au Burundi, au Cameroun, en Côte d'Ivoire, au Gabon, au Ghana, en Guinée, en Guinée équatoriale, en Guinée-Bissau, au Kenya, au Liberia, au Nigeria, en Ouganda, en République centrafricaine, en République démocratique du Congo, en République du Congo, au Rwanda, en Sierra Leone, dans l'ouest de la Tanzanie et au Togo. Sa présence est incertaine au Bénin.
Cette espèce se rencontre en forêt humide, zones de transitions, et galeries forestières. Contrairement à Hapsidophrys smaragdinus, elle  ne se retrouve que rarement à proximité des habitations humaines (villages, jardins, friches, cours intérieures, etc.).

## Description
Dans sa description Fischer indique que les spécimens en sa possession mesurent entre 78 et 96 cm dont 31 à 40 cm pour la queue. Il n'est pas à confondre avec Hapsidophrys smaragdinus, qui vit dans la même région, mais possède une bande céphalique noirâtre courant du museau à l'arrière de la tête en passant par l'œil.
Hapsidophrys lineatus  a les es écailles dorsales et céphaliques vert émeraude avec une bordure noire et la carène bleutée. Le ventre est vert pâle. L'œil est parfois très foncé, et pas seulement la pupille ronde interne.

## Étymologie
Le nom spécifique lineatus vient du latin lineatus, rayé, en référence à l'aspect de ce serpent.

## Publication originale
- Fischer, 1856 : Neue Schlangen des Hamburgischen Naturhistorischen Museums. Abhandlungen aus dem Gebiete der Naturwissenschaften, vol. 3, n. 4, p. 79-116 (texte intégral).